# Parque nacional Monte Real

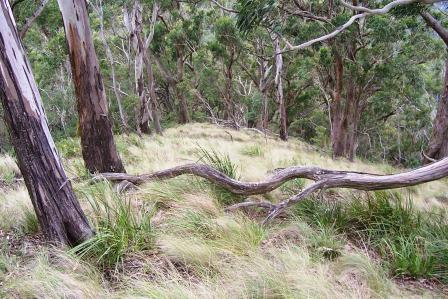
Monte Real - bosque de eucaliptos, Blackbutt de Nueva Inglaterra

El Parque Nacional Monte Real (Mount Royal National Park) es un parque nacional en Nueva Gales del Sur (Australia), ubicado a 187 km al norte de Sídney.

## Ficha
- Área: 70 km²
- Coordenadas: 32°12′01″S 151°19′25″E / -32.20028, 151.32361
- Fecha de Creación: 1 de enero de 1997
- Administración: Servicio Para la Vida Salvaje y los Parques Nacionales de Nueva Gales del Sur
- Categoría IUCN: II